# أندرو دان (سياسي)
أندرو دان (بالإنجليزية: Andrew Dunn)‏ هو سياسي بريطاني (وحمل سابقاً جنسية المملكة المتحدة لبريطانيا العظمى وأيرلندا)، ولد في 24 مايو 1854 في غرينوك في المملكة المتحدة، وتوفي في 29 أبريل 1934 في بريزبان في أستراليا.